# Allen Stanford
Allen Stanford (sinh ngày 24 tháng 3 năm 1950) nguyên là một nhà tài chính nổi bật và nhà tài trợ thể thao chuyên nghiệp đang bị tạm giam chờ xét xử do các cáo buộc bị cáo buộc công ty ông là một công ty lừa đảo và mô hình Ponzi rộng lớn. Ông bị cáo buộc gian lận khi thông báo với đối tác về độ rủi ro của những khoản đầu tư mà họ chung vốn. Allen Stanford bị cáo buộc là chủ mưu vụ lừa đảo bán chứng chỉ tiền gửi cho khách hàng thông qua 3 ngân hàng, tổ chức tài chính do Allen Stanford làm chủ. Chiêu lừa là rao bán chứng chỉ tiền gửi cho khách hàng với mức lãi suất trên 8%/năm, cao hơn 2 lần so với mức lãi suất của các ngân hàng thương mại.
Stanford là chủ tịch của Tập đoàn các công ty tài chính Stanford nay không còn tồn tại các công ty. Là người Texas thế hệ thứ năm đã từng cư trú tại Saint Croix, US Virgin Islands, ông giữ hai quốc tịch, là một công dân của Antigua và Barbuda và Hoa Kỳ.
Đầu năm 2009, Stanford đã trở thành đối tượng điều tra nhiều cáo buộ gian lận. Vào thập niên 1980, ông đã được biết tới khi bắt đầu giàu lên nhờ kinh doanh bất động sản. Standford cũng thường xuyên lui tới và tài trợ cho các môn thể thao được giới doanh nhân ưa chuộng như golf, polo, tennis, cricket hay đua thuyền…
Stanford gây dựng danh tiếng của mình bằng việc quyên hàng chục nghìn USD cho các quỹ từ thiện khắp thế giới. Nơi được Standford tặng nhiều tiền nhất là Bệnh viện trẻ em St. Jude, có trụ sở tại Menphis, Tennessee.
Standford trở thành công dân của đảo quốc Antigua & Barbuda năm 2002 và từng được phong tước Hiệp sĩ tại đây. Năm 2003, Standford quyết định mua lâu đài Tyecliffe tại đây với giá 10,5 triệu USD.
Allen Standford cũng nổi tiếng trong giới chính trị với tư cách một nhà tài trợ hào phóng cho các cuộc tranh cử. Trong số những người nhận tiền của tỷ phú này có Bill Nelson, nghị sĩ của Đảng Dân chủ tại bang Florida. Ngay sau khi Standford chính thức bị điều tra, văn phòng của Nelson đã tuyên bố với tờ Miami Herald sẽ chuyển toàn bộ số tiền 45.900 USD nhận được cho quỹ từ thiện. Tháng 3 năm 2012, Standford bị Ủy ban chứng khoán và giao dịch Mỹ cáo buộc lừa đảo 9,2 tỷ USD, thông qua hình thức bán các chứng chỉ ký thác cho các nhà đầu tư với hứa hẹn lãi suất cao không có căn cứ.